# Râurile din regiunea Odesa

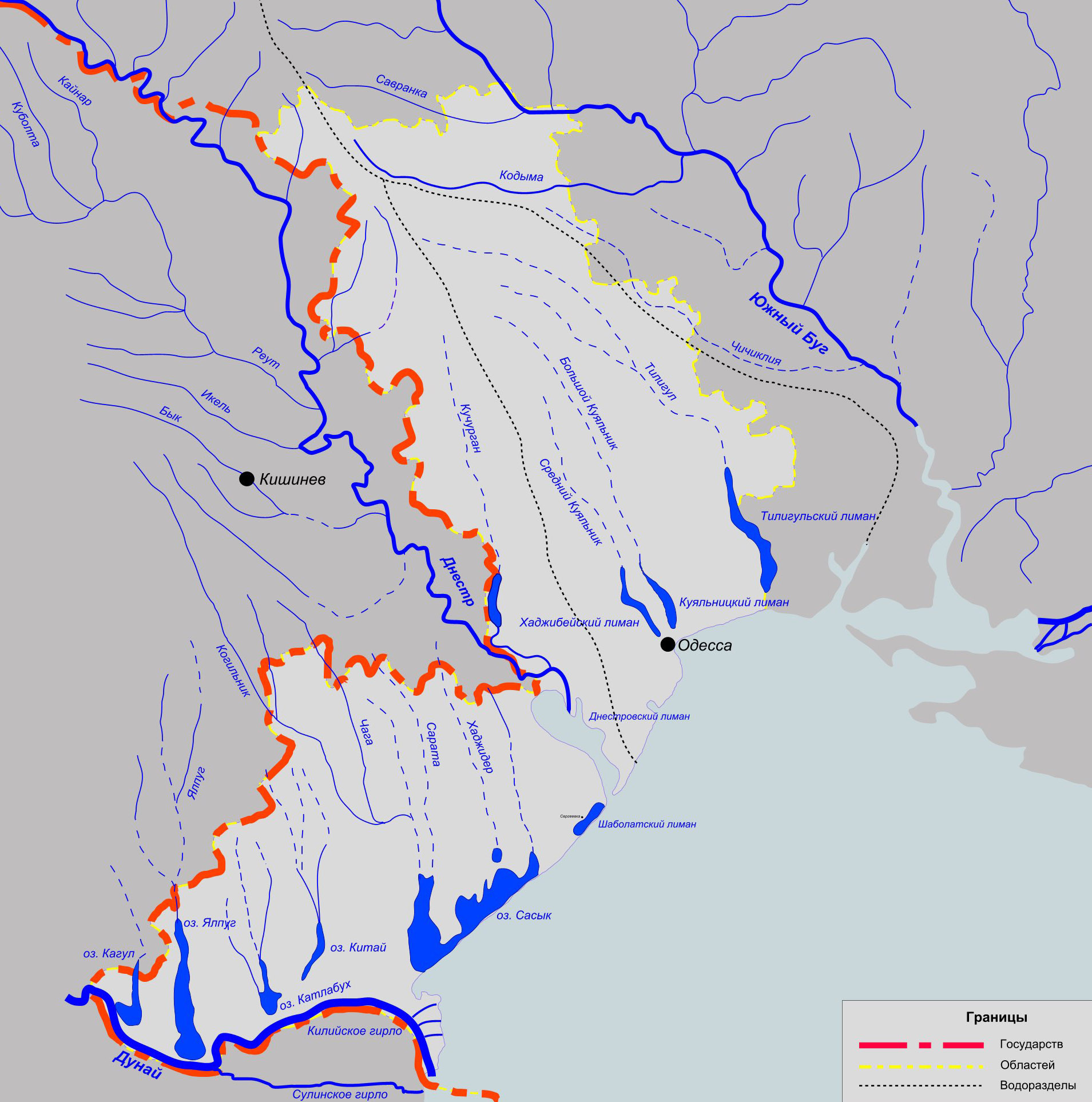
Reţeaua hidrografică din Regiunea Odesa

Râurile din Regiunea Odesa sunt râurile care curg pe teritoriul Regiunii Odesa din Ucraina. Toate aceste râuri fac parte din bazinul hidrografic al Mării Negre. Ele pot fi împărțite în patru grupuri: 
- râurile din bazinul Dunării
- râurile din bazinul Nistrului
- râurile din bazinul Bugului de Sud
- râurile din bazinul Mării Negre

## Râurile din bazinulDunării
- Brațul Chilia

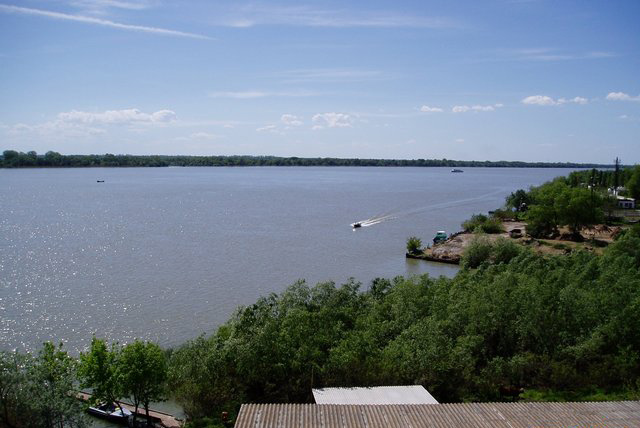
Dunărea la Vâlcovo.

- Ialpug - care se varsă în Lacul Ialpug
- Râul Carasulac - care se varsă în Lacul Ialpug
- Tașbunar - care se varsă în Lacul Catalpug
- Catalpugul Mare - care se varsă în Lacul Catalpug
  - Catalpugul Mic - afluent de stânga
- Enica - care se varsă în Lacul Catalpug
- Chirghiș-Chitai - care se varsă în Lacul Chitai
  - Chirghiș - afluent de stânga
- Aliaga - care se varsă în Lacul Chitai
  - Tașlâc - afluent de stânga
- Dracula - afluent de stânga
- Nerușai - afluent de stânga

## Râurile din bazinulNistrului

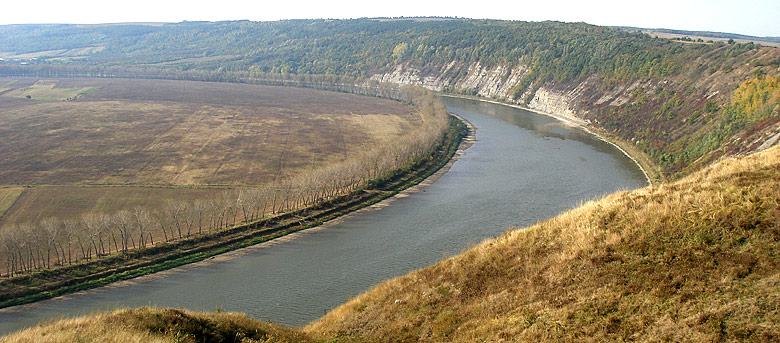
Nistrul

- Beloci - afluent de stânga
- Turunciuc - braț
- Cuciurgan - afluent de stânga
- Râbnița - afluent de stânga
- Iagorlâc - afluent de stânga
  - Trostianeț - afluent de dreapta

## Râurile din bazinulBugului de Sud

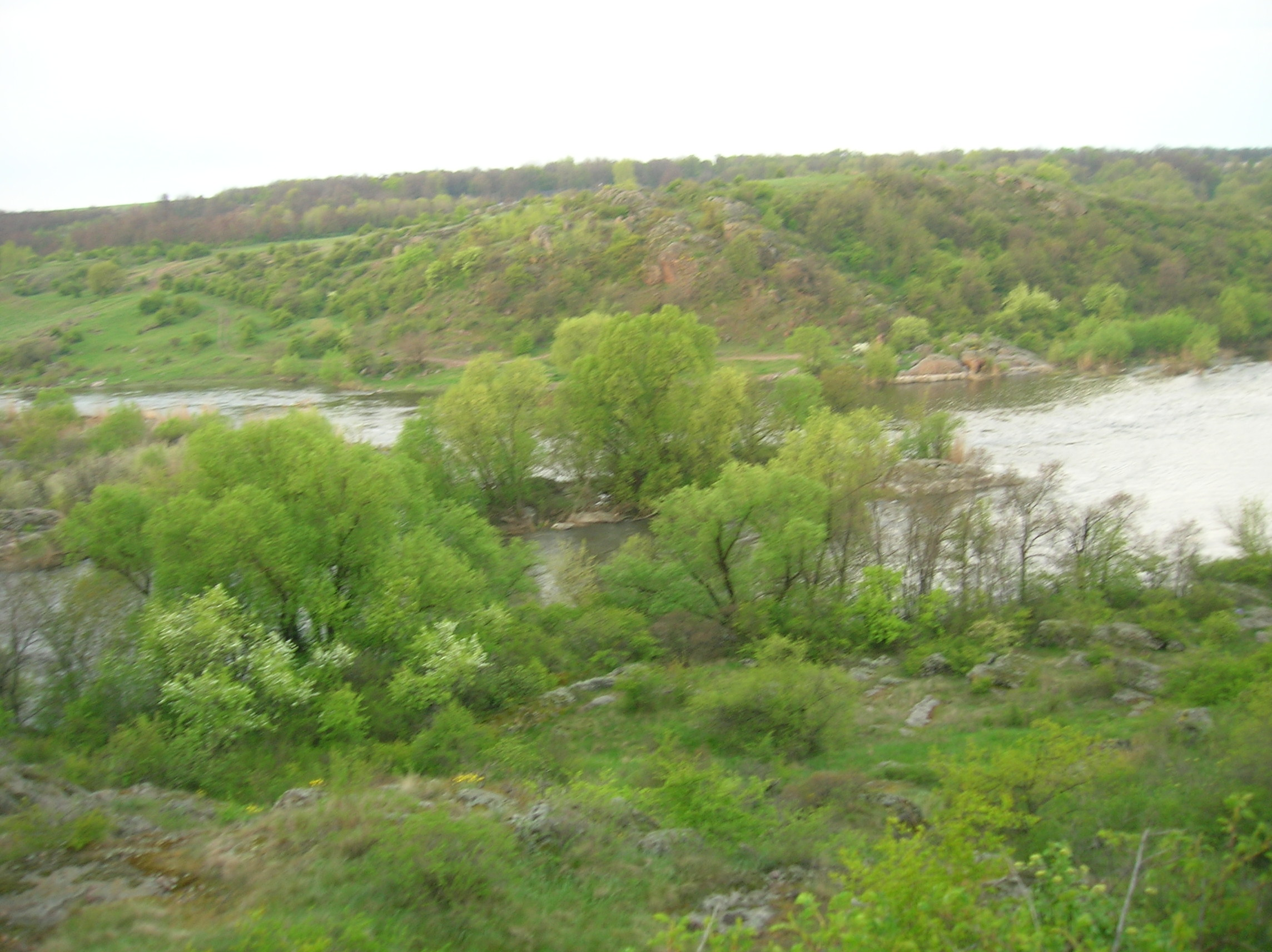
Bugul

- Codâma - afluent de dreapta
- Savran - afluent de dreapta
  - Smolianca - afluent de dreapta
  - Ialaneț - afluent de stânga
- Ciciclia - afluent de dreapta

## Râurile din bazinulMării Negre
- Balai (Balaiciuc) - care se varsă în Limanul Tiligul
- Baraboi - care se varsă în Marea Neagră
- Agialic - care se varsă în Limanul Agialic
- Cuialnicul Mare - care se varsă în Limanul Cuialnic
  - Coșcova - afluent de stânga
- Cogâlnic - care se varsă în Limanul Sasic
  - Schinoasa - afluent de stânga
  - Ceaga - afluent de stânga
    - Saca - afluent de dreapta
      - Arsa - afluent de stânga

  - Gealar - afluent de stânga
  - Cilighider - afluent de stânga
- Sariari - care se varsă în Lacul Caraceaus
- Sărata - care se varsă în Limanul Sasic
  - Copceac - afluent de stânga
  - Babei - afluent de stânga
  - Gealair - afluent de stânga
- Hagider - care se varsă în Limanul Hagider
  - Caplani - afluent de stânga
- Alcalia - care se varsă în Limanul Burnas
- Cuialnicul Mic - care se varsă în Limanul Hagibei
  - Cuialnicul Mijlociu - afluent de stânga
- Tiligul - care se varsă în Limanul Tiligul
  - Jurivca - afluent de dreapta
- Țarega - care se varsă în Limanul Tiligul